# Battaglia di Tessalonica (995)
La battaglia di Tessalonica (in bulgaro Битката при Солун?; in greco Μάχη της Θεσσαλονίκης?) avvenne nel 995 o poco prima. Nei pressi della città di Tessalonica, in Grecia. La battaglia rientrava nella fase delle guerre bulgaro-bizantine comprese tra la fine del X e l'inizio dell'XI secolo. I bulgari guidati dal loro sovrano, lo zar Samuele, riuscirono a tendere un'imboscata e a sbaragliare la guarnigione bizantina di Tessalonica, uccidendo il suo comandante, Gregorio Taronita, e facendo prigioniero suo figlio Ashot.

## Contesto storico
Dopo la grande vittoria riportata nella battaglia delle Porte di Traiano e la successiva guerra civile nell'Impero bizantino, Samuele fu libero di attaccare le roccaforti romee in tutta la penisola balcanica. Dopo essersi assicurato il dominio su gran parte dei Balcani settentrionali, condusse una campagna contro Tessalonica, la seconda città più grande dell'Impero bizantino, in mano al doux Gregorio Taronita.
La data esatta di questa campagna e della successiva battaglia non è chiara. Una fonte armena la colloca nel 991, mentre il resoconto di Giovanni Scilitze, su cui si basa la storiografia tradizionale, indica che avvenne nel 996. Tuttavia, poiché Giovanni di Chaldia è registrato come doux a Tessalonica nel 995/996 dopo Taronita, la campagna deve essere avvenuta al più tardi nel 995, se non qualche tempo prima.

## La battaglia
Samuele inviò un piccolo distaccamento verso la città, mentre il corpo principale del suo esercito rimase indietro per preparare con cura un'imboscata all'esercito bizantino. Quando il gruppo di incursori bulgari si avvicinò a Tessalonica, Gregorio Taronita inviò suo figlio, Ashot, con l'avanguardia per prendere contatto con loro e scoprire le intenzioni dei bulgari. Ashot affrontò il gruppo di incursori bulgari e li respinse, ma fu attirato nell'imboscata e accerchiato con i suoi uomini. Suo padre, che seguiva il grosso delle forze bizantine, accorse in suo soccorso, ma fu ucciso nel tentativo di raggiungerlo.

## Conseguenze
Ashot Taronita fu fatto prigioniero e portato in Bulgaria, dove poco dopo si sposò con la figlia di Samuele, Miroslava. Fu nominato governatore di Dyrrhachium (la moderna Durazzo), da dove presto fuggì a bordo di navi bizantine verso Costantinopoli, arrendendosi ai romei.
A Tessalonica, a Taronita subentrò Giovanni Caldo, che cadde anch'egli vittima di un'imboscata bulgara e fu catturato nel 996. In seguito, forte dei suoi successi, Samuele si avventurò a sud, nel thema dell'Hellas per un'incursione. Da lì catturò Larissa e raggiunse Corinto, dopodiché seppe dell'avvicinarsi di un esercito bizantino al comando di Niceforo Urano e tornò a nord. I due eserciti si incontrarono presso il fiume Spercheo, dove Samuele fu sconfitto nel corso della battaglia omonima. Il lungo conflitto bizantino-bulgaro, tuttavia, sarebbe proseguito fino alla sconfitta finale della Bulgaria nel 1018.